# Salar del Hombre Muerto

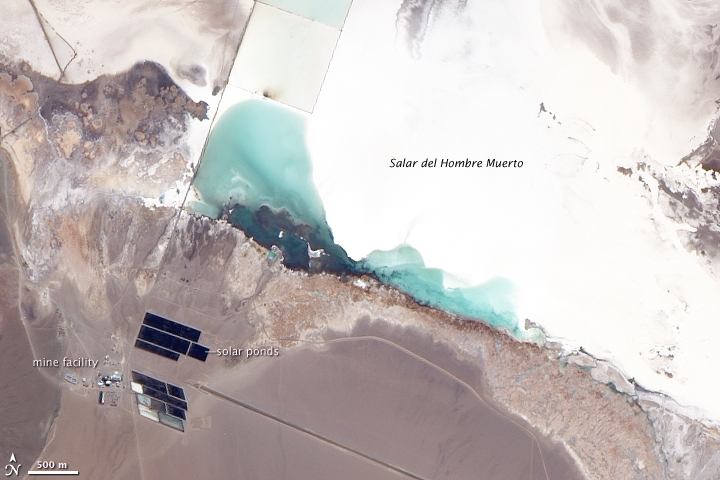
NASA-Foto (Mai 2009)

Der Salar del Hombre Muerto (deutsch etwa: Totmann-Salzsee) ist ein Salzsee, beziehungsweise eine Salztonebene im nordargentinischen Departamento Antofagasta de la Sierra in der Provinz Catamarca. Der Salzsee ist eine der weltweit bedeutendsten Lithium-Lagerstätten.

## Geographie
Der 588 km2 große Salar liegt im argentinischen Teil der Atacamawüste, knapp 100 km östlich der chilenischen Grenze in einer Höhe von 4000 Metern über dem Meer. Der nördlich Zipfel ragt in die Provinz Salta hinein, von wo aus er über San Antonio de los Cobres auf dem Landweg erreicht werden kann.

## Beschreibung
Im Unterschied zu anderen Salzseen kann sich durch Kondensierung und Niederschlag eine kleine Wasserschicht auf dem Salz bilden. Der Kalium-Gehalt der Sole beträgt 7–8 g/l und der Lithiumgehalt 0,7–0,8 g/l. 

## Lithiumabbau
Der relativ hohe Lithiumgehalt ermöglicht es, das Lithium aus dem Salar del Hombre Muerto wirtschaftlich zu gewinnen. FMC Lithium Corp. und Rio Tinto Minerals betreiben seit 1995 im zentralen Bereich des Salars den Tagebau Tincalayu. Der Tagebau ist 1500 × 500 m groß und etwa 100 m tief. Die Jahresproduktion beläuft sich auf 130.000 t.
Als Beiprodukte werden unter anderen Sulfate, Borate, Rubidium, Cäsium und Brom gewonnen.